# Spilosoma nigrocincta
Spilosoma nigrocincta är en fjärilsart som beskrevs av Sir George Hamilton Kenrick 1914. Spilosoma nigrocincta ingår i släktet Spilosoma och familjen björnspinnare. Inga underarter finns listade i Catalogue of Life.